# 白背风毛菊
白背风毛菊（学名：Saussurea auriculata）为菊科风毛菊属的植物。分布于不丹、克什米尔、锡金以及中国大陆的西藏等地，生长于海拔2,700米至2,900米的地区，见于河谷针阔混交林，目前尚未由人工引种栽培。